# Potres u Nikaragvi u travnju 2014.
Potres u Nikaragvi u travnju 2014. naziv je za potres koji je 10. travnja 2014. u 17:27 po lokalnom vremenu pogodio područje jugozapadne Nikaragve. Epicentar potresa nalazio se 24 kilometara južno od grada Granade, nedaleko pacifičke obale, na dubini od 138,6 kilometara. Jačina potresa iznosila je 6,1 stupanj ili 6,6 stupnjeva momentne nagnitudne ljestvice odnosno prema Mercallijevoj ljestvici opisan je kao jak potres (VI. stupanj).
U potresu je ozljeđeno više od 200 osoba, a jedna žena je zbog potresa dobila srčani udar i preminula. U potresu je oštećeno oko 300 kuća, a USA Today je objavila da je Vlada naredila rušenje dviju zgrada.
Podrhtavanje tla je, dan nakon potresa, pogodilo zapadni dio Nikaragve i pritom uzrokovao prekid struje i telefonskih linija.